# غلام علي بايندر
غلام علي بايندر (بالفارسية: غلامعلی بایندر) ، من مواليد 13 ديسمبر 1898 في طهران، وقتل بتاريخ 25 أغسطس 1941م، وهو ضابط عسكري كبير للقوات البحرية الإيرانية. شارك في الحرب ضد القوات السوفيتية البريطانية اللتان اجتاحتا إيران سنة 1941م، وقد قتل في المعركة.

## مصدر
1. ↑  Al-e-davod، Seyed-Ali. "بايندر". Great Islamic Encyclopedia (In لغة فارسية). مؤرشف من الأصل في 2012-02-10. اطلع عليه بتاريخ 2008-05-01.